# Albert Švedski
Albert Mecklenburški (nemško Albrecht, švedsko Albrekt av Mecklenburg) je bil od leta 1364 do 1389 kralj Švedske in od leta 1384 do 1412 vojvoda Mecklenburg-Schwerinski, * okoli 1338, Mecklenburg † 1. april 1412, Bad Doberan.

## Ozadje
Bil je drugi sin vojvode Alberta II. Mecklenburškega in Eufemije Eriksdotter, hčerke vojvode Erika Magnussona Södermanlandskega in sestre švedskega kralja Magnusa IV. (norveški kralj Magnus VII.).  Albert je bil poročen z Rihardo Schwerinsko, hčerko grofa Otona Schwerinskega. Kraljica Riharda je umrla leta 1377 in bila pokopana v Stockholmu.
Leta 1384 je podedoval naslov vojvode Mecklenburga in ga združil s Švedsko v personalno unijo. Svoje zahteve po švedski kroni je utemeljil s svojimi družinskimi vezmi: njegova mati je bila Magnusova sestra, Magnusov stari oče po očetovi strani pa je bil kralj Magnus III. Albert je zase zahteval prvo mesto v švedski nasledstveni vrsti po odstopu ali smrti vseh otrok Magnusa IV. 

## Vladanje
Leta 1363 so na dvor v Mecklenburgu prišli člani švedskega sveta aristokratov, ki jih je vodil Bo Jonsson Grip. Po uporu proti kralju Magnusu IV., ki pri plemstvu ni bil priljubljen, so bili izgnani iz Švedske. Na zahtevo plemičev je Albert ob podpori več nemških vojvod in grofov ter več hanzeatskih mest v severni Nemčiji sprožil invazijo na Švedsko. Njegovo intervencijo sta pozdravila tudi Stockholm in Kalmar na Švedskem s številnim hanzeatskim prebivalstvom. 
Albert je bil razglašen za švedskega kralja in uradno okronan 18. februarja 1364. Kronanje je potekalo pri Morskem kamnu na travniku Mora v župniji Lagga južno od Uppsale. Ohranjen je fragment tega kamna kot spomin na ta dogodek. Imenuje se Kamen treh kron in je najzgodnejši znani primer uporabe treh kron kot nacionalnega simbola Švedske.
Albertov prihod na Švedsko je povzročil osemletno državljansko vojno med Albertovimi in Magnusovimi podporniki. V bitki pri Enköpingu leta 1365 med Albertovimi nemškimi silami in silami kralja Magnusa, ki jih je podpiral norveški kralj Haakon VI., Magnusov preživeli sin, je bil Magnus premagan in ujet. Po začetnem porazu je v Magnusovem in Haakonovem imenu posredoval danski kralj in Hakonov tast Valdemar IV. Valdemarjevim silam so se pridružili švedski kmetje, ki so podpirali Magnusa. Razen v nemških trdnjavah, kot je bil Stockholm, je bil Albert med Švedi nepriljubljen. Nezadovoljni so bili predvsem  z Albertovo politiko imenovanja Nemcev za uradnike v vseh švedskih provincah.
S pomočjo danskih in švedskih zaveznikov je kralju Haakonu leta 1371 uspelo začasno premagati Alberta in oblegati Stockholm. Obleganje je bilo kratkotrajno, ker je Albertu z vojaško pomočjo švedskega plemstva v Stockholmu uspelo premagati Norvežane in Dance. Podpisan je bil mirovni sporazum s pogojem, da se Magnus osvobodi in se mu omogoči svobodna vrnitev na Norveško, kjer je bil kralj do leta 1355. Albert si je zagotovil švedsko krono, vendar je bil prisiljen dati zapoznelo prisego, v kateri je privolil v velike koncesije švedskemu plemstvu v regentskem svetu. Bo Jonsson Grip je te koncesije uporabil za uzurpiranje 1500 kmetij, s čimer je kmalu postal največji in najbogatejši švedski veleposestnik. Nadziral je tretjino celotnega švedskega ozemlja.

## Odstavitev
Albert je obdržal švedsko krono še 19 let, vendar večina zahodne Švedske ni podpirala njegove vladavine. Ko je poskušal zmanjšati veleposestva švedskega plemstva, je izgubil podporo v Stockholmu. Leta 1389 se je švedski regentski svet,  soočen z izgubo posesti in bogastva, obrnil na Haakonovo vdovo Margareto, da bi se z njeno pomočjo znebili Alberta. Kraljica Margareta je na Švedsko poslala vojsko, ki je februarja 1389 v bitki pri Åsleju premagala Alberta. Albert je bil ujet, odstavljen in poslan v grad Lindholmen v Skaniji, kjer je v ječi preživel naslednjih šest let.  Izpuščen je bil po 16 dneh mirovnih pogajanj leta 1395. Na pogajanjih se je strinjal, da se bo v treh letih bodisi odpovedal Stockholmu  bodisi plačal veliko odškodnino kraljici Margareti. Ko so se iztekla tri leta, je Albertov (takrat) edini sin Erik umrl, potem ko je nekaj časa vladal na Gotlandu.   Albert se je zato raje odpovedal Stockholmu, kot da bi plačal kazen. Leta 1398 je začel veljati sporazum, s katerim je Stockholm prešel  v last kraljice Margarete Danske.
Albert se je vrnil v Mecklenburg, se ponovno poročil, dobil še enega sina in vladal kot vojvoda Mecklenburg-Schwerina do svoje smrti. Leta 1405 se je končno uradno odpovedal svojemu švedskemu prestolu, a se je do takrat še vedno štel za kralja Švedske. Pokopan je v doberanski cerkvi v Bad Doberanu, Nemčija.

## Družina
Leta 1359 se je poročil z Rihardo Schwerinsko. Poroka z njo je bila dogovorjena v Wismarju 12. oktobra 1352. Z njo je imel dva otroka:
- Erika (umrl 1397), švedskega kronskega princa[4] in vladarja Gotlanda, in
- Rihardo Katarino (umrla 1400), poročeno v Pragi s cesarjem Karlom IV., petim sinom moravskega mejnega grofa Ivana Češkega.

Februarja 1396 se je v Schwerinu poročil z Nežo Brunswick-Lüneburško (umrla 1430/1434). Z njo je imel sina
- Alberta V. Mecklenburškega (umrl 1434), vojvodo Mecklenburga in Schwerina.